# Anthony Andrews
Anthony Colin Gerald Andrews (Londres, 12 de janeiro de 1948) é um ator inglês. Por sua atuação em Brideshead Revisited, Andrews ganhou o Globo de Ouro e o BAFTA TV Award e foi indicado ao Emmy.

## Filmografia
| Ano  | Título                | Papel                                  | Nota(s)                                                 |
| ---- | --------------------- | -------------------------------------- | ------------------------------------------------------- |
| 1972 | A Day Out             | Brother                                |                                                         |
| 1974 | Percy's Progress      | Catchpole                              |                                                         |
| 1974 | Take Me High          | Hugo Flaxman                           |                                                         |
| 1975 | Las adolescentes      | Jimmy                                  |                                                         |
| 1975 | Operation Daybreak    | Jozef Gabcik                           |                                                         |
| 1981 | Mistress of Paradise  | Buckley                                |                                                         |
| 1982 | Ivanhoe               | Wilfred of Ivanhoe                     | Telefilme                                               |
| 1982 | The Scarlet Pimpernel | Sir Percy Blakeney                     |                                                         |
| 1983 | Sparkling Cyanide     | Tony Browne                            |                                                         |
| 1984 | Under the Volcano     | Hugh Firmin                            |                                                         |
| 1985 | The Holcroft Covenant | Johann von Tiebolt / Jonathan Tennyson |                                                         |
| 1987 | The Lighthorsemen     | Maj. Richard Meinertzhagen             |                                                         |
| 1987 | The Second Victory    | Maj. Hanlon                            |                                                         |
| 1988 | Bluegrass             | Michael Fitzgerald                     |                                                         |
| 1988 | Hanna's War           | McCormack                              |                                                         |
| 1990 | Hands of a Murderer   | Professor Moriarty                     |                                                         |
| 1991 | Lost in Siberia       | Andrei Miller                          |                                                         |
| 1995 | Haunted               | Robert Mariell                         |                                                         |
| 1997 | Mothertime            | Robin                                  |                                                         |
| 2000 | David Copperfield     | Edward Murdstone                       |                                                         |
| 2010 | The King's Speech     | Primeiro Ministro Stanley Baldwin      | Prémio Screen Actors Guild para melhor elenco em cinema |